# 卢山风毛菊
卢山风毛菊（学名：Saussurea bullockii）是菊科风毛菊属的植物，为中国的特有植物。分布在中国大陆的江西、福建、广东、安徽、陕西、湖北、湖南、浙江等地，生长于海拔900米至1,400米的地区，多生长于林下、山坡草地及山谷溪边，目前尚未由人工引种栽培。